# Gilles Gozard
Pour les articles homonymes, voir Gozard.
Gilles Gozard, né le 24 avril 1910 à Moulins (Allier) et mort le 13 mai 1976 à Paris, est un avocat et homme politique français.

## Biographie
Issu d'un milieu paysan, Gilbert Gozard suit de brillantes études, d'abord au lycée de Moulins, puis à Paris, à la faculté de lettres et de droit, et à l'école des Hautes études commerciales. Docteur en droit, il est à partir de 1933 avocat à la Cour d'appel de Paris, et, en parallèle, enseigne à HEC.
Il adhère à la SFIO dans les années 1930, mais n'y exerce que des responsabilités très locales, au sein de la fédération de la Seine. Il est alors membre de la tendance de Paul Faure, majoritaire au niveau national.
En 1939, il est mobilisé, comme pilote de l'armée de l'Air, avec le grade de lieutenant. Il participe aux combats puis, après l'armistice, entre rapidement dans la résistance. Il participe à la fondation du mouvement Liberté, qui fusionne ensuite avec l'organisation civile et militaire. Son action dans la résistance lui vaut, en 1947, la croix de guerre.
En octobre 1945, il se présente sur la liste SFIO conduite par Henri Ribière pour les élections de la première assemblée constituante, dans l'Allier, mais n'est pas élu. Il en est de même en juin 1946 pour l'élection de la deuxième assemblée constituante.
Mais, après le retrait de Ribière, Gozard est placé en tête de la liste socialiste pour les élections de novembre 1946, ce qui lui permet d'être facilement élu.
Il essaye d'approfondir son ancrage local en assurant la défense des petits cultivateurs devant les tribunaux, et en étant élu conseiller municipal de Moulins en 1947, mais est largement accaparé par ses fonctions nationales et internationales. Il est en effet délégué à l'assemblée consultative de la CECA, puis à l'assemblée parlementaire européenne, et à partir de 1957, au conseil économique et social de l'ONU.
Il est aussi président de la  Caisse autonome d’amortissement de la dette publique et de gestion des bons de la Défense nationale de 1949 à 1955.
A l'assemblée, il exerce la fonction de rapporteur du budget du ministère des affaires économiques.
Au sein de la fédération socialiste de l'Allier, il est en conflit larvé avec Georges Rougeron, secrétaire fédéral et président du conseil général, et ce dès 1946 ; Gozard soutient en effet la direction sortante, incarnée par Daniel Mayer, tandis que Rougeron est signataire de la motion Guy Mollet, qui l'emporte. Par la suite, Gozard défendra les orientations de la direction du parti à toutes les grandes occasions, y compris sur la question algérienne.
Le conflit est particulièrement tangible en 1951, lorsqu'est posée la question de la tête de liste pour les législatives. Malgré le soutien du sénateur Fernand Auberger, Rougeron est contraint de s'incliner et d'accepter la deuxième place.
Malgré un recul électoral, Gilbert Gozard est réélu député.
Cela ne clôt pas les conflits internes : en 1955, Gozard parvient à évincer Rougeron de la direction fédéral et devient secrétaire de la fédération socialiste de l'Allier. Durant les deux années suivantes, il tente d'accéder au comité directeur du parti, mais n'est pas élu.
Les élections législatives de 1956 marquent une nouvelle étape de cet affrontement. Tête de liste, Gozard, assuré d'être réélu, laisse Rougeron, second, faire seul la campagne. Avec 21,9 %, Gozard est seul élu socialiste. Il se présente ensuite avec succès à une cantonale partielle, en février 1956, dans le canton d'Ebreuil.
Battu aux élections législatives de 1958, il se discrédite l'année suivante en lançant de fausses accusations de prévarication à l'encontre de Rougeron. Il est alors contraint d'abandonner le secrétariat fédéral au profit de Raymond Tronche.
Passé cette date, il s'éloigne rapidement de la vie politique locale, n'apparaissant plus que sporadiquement aux séances du conseil général, avant de démissionner de son mandat départemental en 1963.
Il se consacre alors à ses fonctions de secrétaire général d'une société de conseil à l'adaptation des PME au marché commun, puis ses fonctions de conseiller du commerce extérieur, à partir de 1960.
Ayant définitivement quitté l'Allier, il démissionne de la SFIO en 1962 pour rallier l'aile gauche du gaullisme. Il est ainsi un des rédacteurs des bulletins Notre République (Union démocratique du Travail) et La Nation. En 1967, il est sollicité pour se présenter sous l'étiquette de l'UDT aux élections législatives, mais cela ne se concrétise pas, notamment parce qu'il refuse d'être candidat dans l'Allier.
En 1969, il est nommé au Conseil économique et social.
Il décède le 13 mai 1976 dans le 15e arrondissement de Paris. Il avait épousé Marie Potevin (1914-2004).

## Décoration
- Chevalier de l'ordre de la Santé publique (1960)[2]
- Commandeur de l'ordre de l'Économie nationale (1955)[3]

## Détail des fonctions et des mandats
Mandats parlementaires
- 10 novembre 1946 - 4 juillet 1951 : député de l'Allier
- 17 juin 1951 - 1er décembre 1955 : député de l'Allier
- 2 janvier 1956 - 8 décembre 1958 : député de l'Allier

Mandats locaux
- 1947-1955 : conseiller municipal de Moulins
- 1956-1963 : conseiller général de l'Allier (canton d'Ébreuil)